# Cultura de Suiza
Suiza ha sido influida por varias de las mayores culturas europeas, desde sus prácticas culturales hasta en los idiomas.

## Descripción
La religión más practicada en Suiza es el catolicismo, a la cual pertenece el 43,8 % de la población; el 30,3 % son protestantes y, debido a la inmigración, hay una minoría musulmana del 2,3 %. El cristianismo ortodoxo figura con un 1,8 %, y un 7,2 % dice no tener religión. La estabilidad y prosperidad de Suiza, combinada con su diversidad de población, ha llevado a que algunos describan al país como un estado consociacional.
Son reconocidos por sus bancos, seguros, chocolates, quesos, medicamentos, relojes y navajas.
El 1 de agosto se celebra la Fiesta Nacional de Suiza.
Tienen fama en el mundo gracias a sus bancos, sus chocolates, sus quesos o por fabricar los mejores relojes del mundo, además de por tener unos de los mejores colegios privados del mundo.
Las actividades al aire libre, son importantes a nivel cultural, por eso casi toda la población es amante de la naturaleza. Conocen mucho sobre las flores y los animales silvestres del país. Las montañas y los valles están bien conservados; son lugares muy limpios y con un valor extremadamente alto para la cultura suiza. La cultura del reciclaje está expandida por toda la población.
La bicicleta es uno de los medios de transporte más utilizados en el país (aparte del tren). La mayoría de las ciudades poseen carriles especiales para la circulación ciclística (ciclo rutas). El automóvil es un medio también muy utilizado, aunque las personas prefieren el servicio público; en las ciudades los ómnibus y los tranvías son los que mandan la parada. Para el transporte intercity, el tren es la mejor opción de viaje y el medio de transporte más utilizado por los suizos: se dice que, después de los japoneses, los suizos son las personas que más viajan en tren.

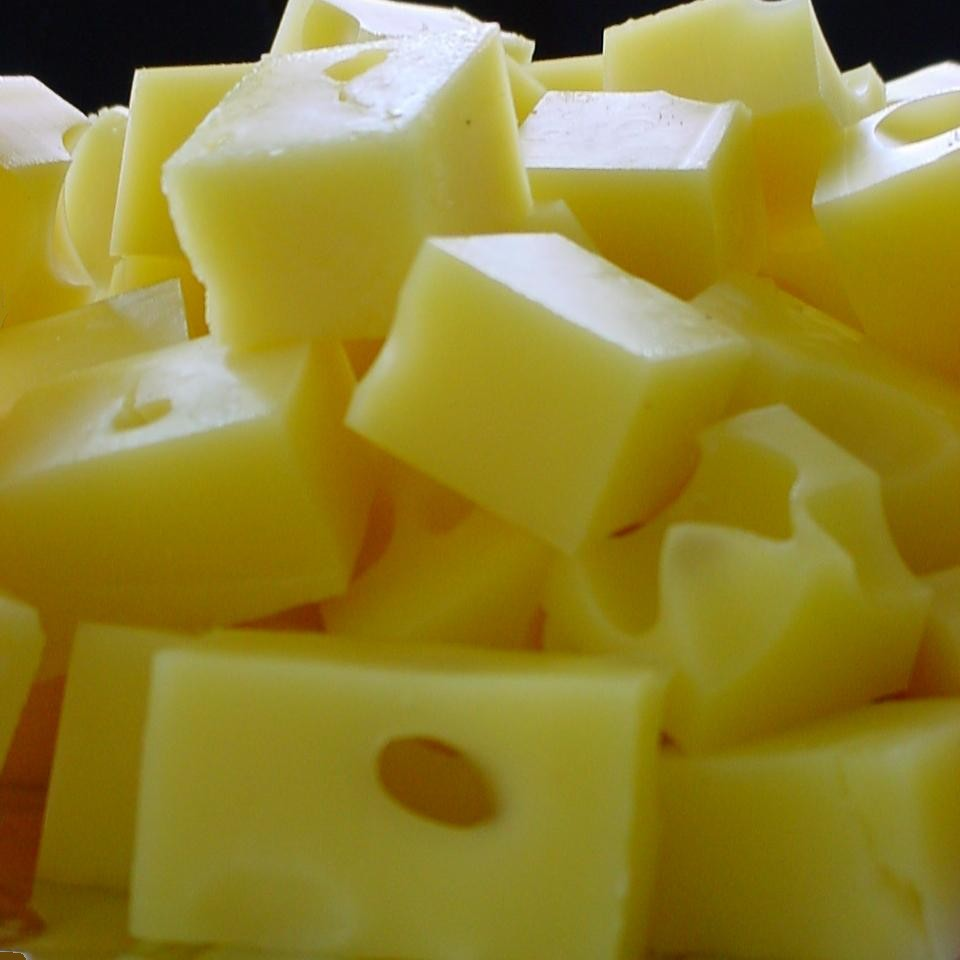
Queso Emmental, típico de Suiza.

La cultura suiza también esta ligada al deporte, los más practicados son los de invierno (esquí, snowboarding, etc.), aunque los demás deportes son también practicados por una gran parte de la población. Deportes poco expandidos en los países hispanos como el hockey, golf, balonmano o el bádminton, entre otros, son muy comunes en Suiza. Caminar en la montaña es una de las actividades predilectas para los que prefieren quedarse durante las vacaciones de verano.
Debido a la gran cantidad de inmigrantes, los extranjeros son bien tratados. Esto quiere decir que generalmente en la vida de la ciudad no son discriminados, aunque hay algunos casos en los medios laborales o estudiantiles.
La mayoría de la población es bilingüe (alemán y francés). Aunque esto cambia dependiendo de las regiones: por ejemplo en la región francófona algunas personas prefieren el inglés al alemán (por la presencia de sedes de instituciones internacionales en ciudades la región, dado el actual carácter de lengua franca del inglés), mientras que en la región italofoma el alemán es de conocimiento casi obligatorio. Muchas personas son trilingües y se llega a encontrar fácilmente personas políglotas (alemán, francés, inglés, italiano y hasta español), los extranjeros son los más beneficiados, pues pueden tener una lengua extranjera en su repertorio.

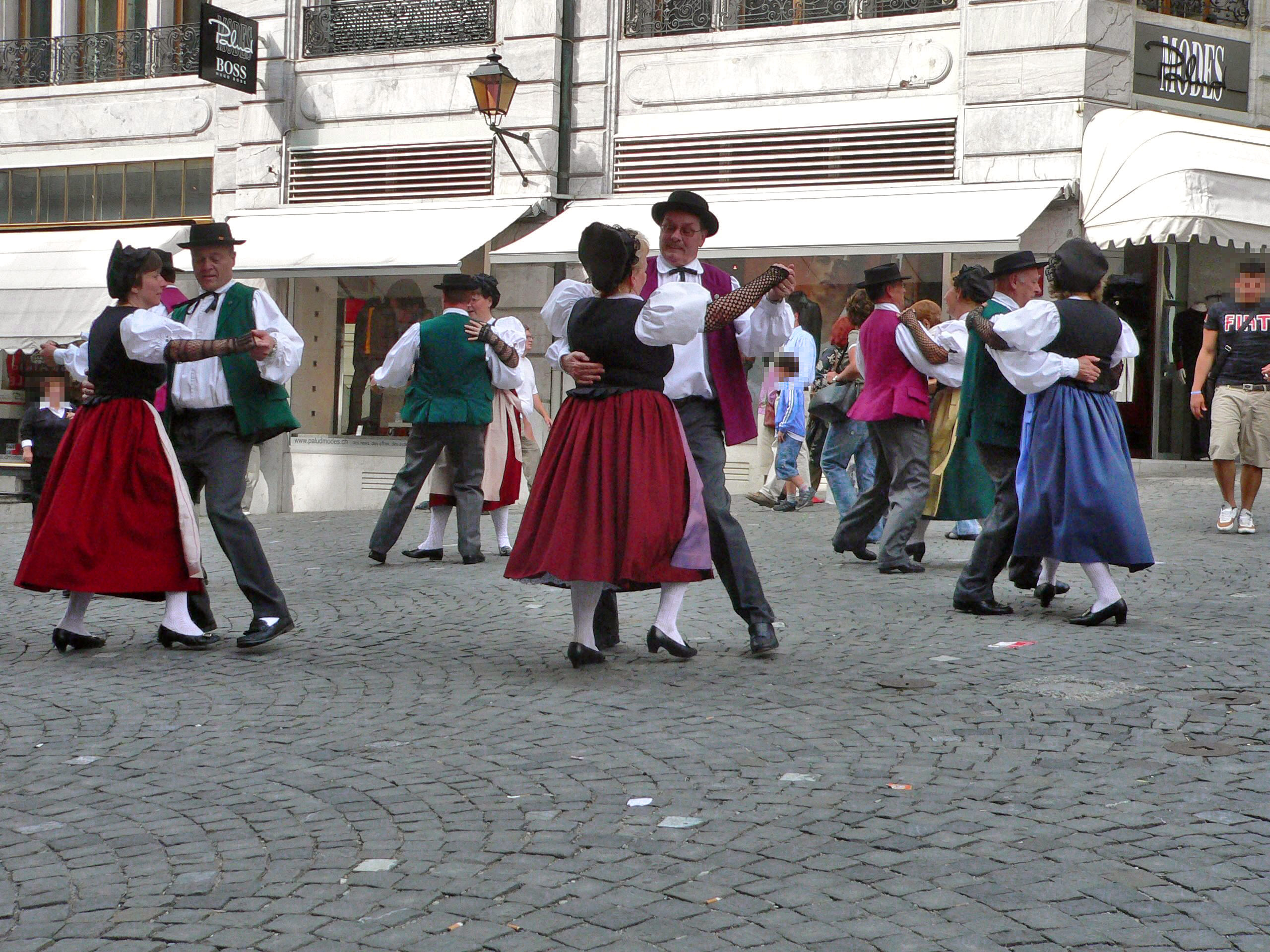
Baile típico suizo.

Dentro del hogar, la vida de los suizos es igual a la de cualquier país desarrollado, aunque es frecuente el uso de los electrodomésticos, y la adquisición de nuevas tecnologías es posible para toda la población, hasta los más humildes pueden darse el lujo de estar a la moda. En Suiza tener un empleado del servicio es un lujo; sólo las personas adineradas pueden pagar un empleado doméstico.
Debido a la inmigración, la cultura Suiza ha llegado a adoptar nuevas costumbres (el dejar los zapatos en la puerta, por ejemplo, es una costumbre adquirida de los árabes, aunque esta no esté aún generalizada). En Suiza nadie pasa necesidades, o por lo menos nadie muere de hambre, esto se debe a las subvenciones del estado; toda persona natural suiza puede obtener esta ayuda estatal, y por supuesto los extranjeros legales pueden también gozar de estos beneficios siempre y cuando cumplan con algunos requisitos.